# Keresztirányú dűne

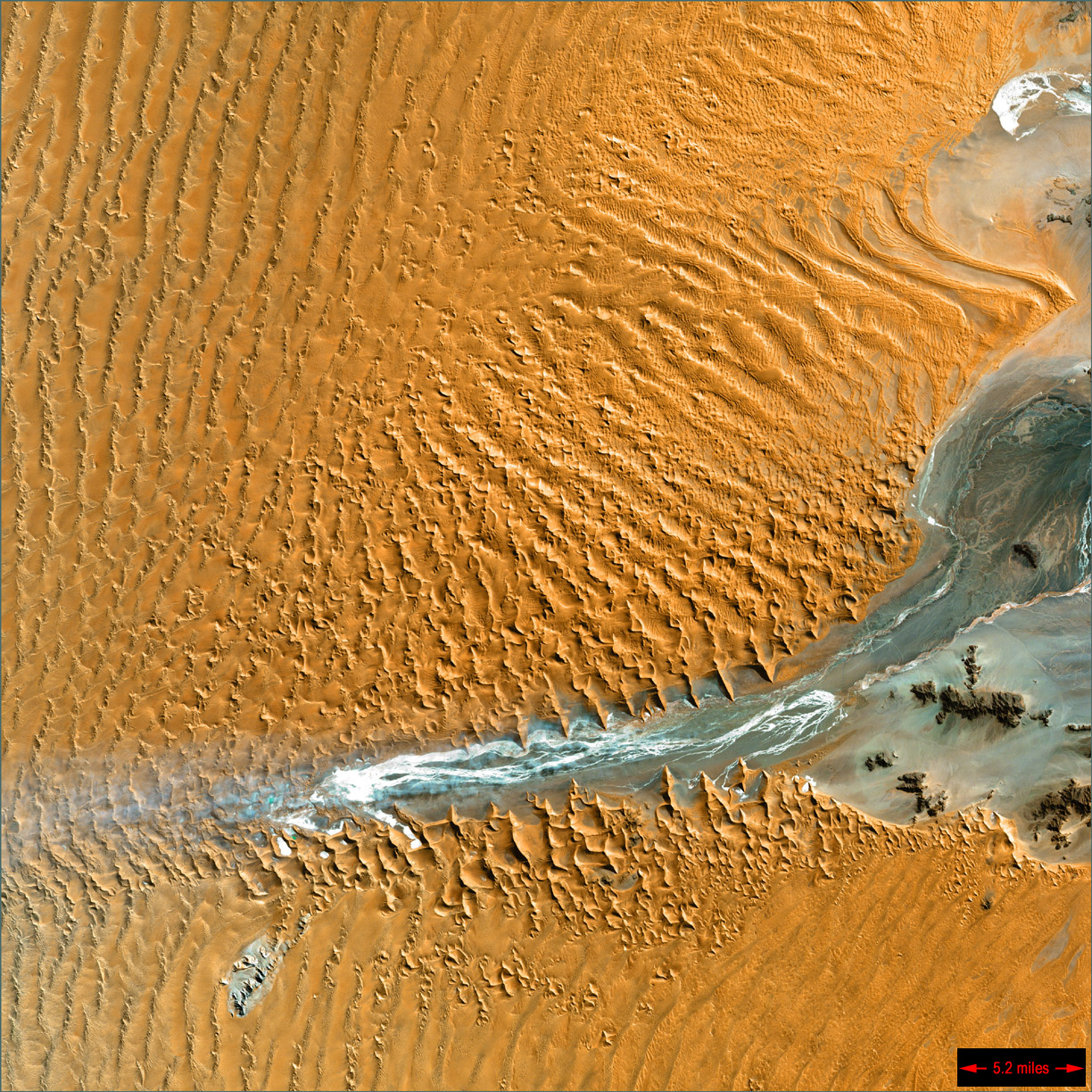
Keresztirányú dűnék a Namib-sivatagban

A keresztirányú dűne a szabadon mozgó homokvidékek egyik legjellegzetesebb formája. A keresztirányú dűnék az uralkodó szélirányra merőlegesen, egymással párhuzamosan futnak. Ez a dűnetípus ott alakulhat ki, ahol a szél által szállított homok nagy mennyiségben áll rendelkezésre. A barkánok oldalának egybekapcsolódásával keresztirányú dűneforma alakul ki.

## Jellemzői

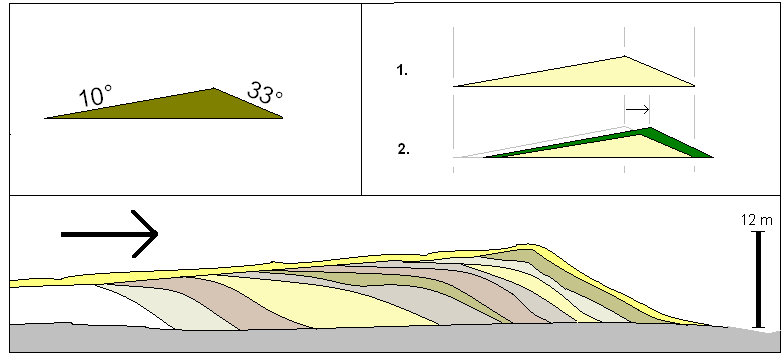
A keresztirányú dűne mozgása és belső szerkezete

Kialakulásának feltétele az erős, állandó irányú szél, többnyire a passzátszél. A keresztirányú dűnék az uralkodó szélirányra merőlegesen futnak. A dűnevonulatok egymással párhuzamosan helyezkednek el, a vonulatok gerince 3 és 30 méter közötti magasságot érhet el. A vonulatok távolsága a magasságuktól függ. Az alacsonyabb dűnesorok közelebb futnak egymáshoz, a magasabbak távolabb. A 20 méteres gerincmagasságú keresztirányú dűnék kb. 400 méternyi távolságban fekszenek egymástól.
A dűne aszimmetrikus, szél felőli oldala 5-10° közötti, míg a szélvédett oldal 33-35° meredekségű lehet. A barkánoknál jóval lassabban vándorolnak, „csúcssebességük” 3,6 m/év.

## Előfordulása
A keresztirányú dűnéket a nagy homokfelületek uralkodó széliránynak kitett oldalán találhatunk. A Szaharában az ergek peremvidékén alkotnak 10-20 kilométer széles zónákat. Előfordulnak Belső-Mongóliában, az Egyesült Államok délnyugati államaiban és a Namib-sivatagban.